# Многоклеточный организм
Многокле́точный органи́зм — внесистематическая категория живых организмов, тело которых состоит из многих клеток, большая часть которых (кроме стволовых клеток, таких как, например, клетки камбия у растений) дифференцирована, то есть они различаются по строению и выполняемым функциям.

## Отличия отколониальности
Следует отличать многоклеточность и колониальность. У колониальных организмов отсутствуют настоящие дифференцированные клетки, а следовательно, и разделение тела на ткани. Граница между многоклеточностью и колониальностью нечёткая. Например, вольвокс часто относят к колониальным организмам, хотя в его «колониях» есть чёткое деление клеток на генеративные и соматические. Выделение смертной «сомы» А. А. Захваткин считал важным признаком многоклеточности вольвокса. Кроме дифференцировки клеток, для многоклеточных характерен и более высокий уровень интеграции, чем для колониальных форм. Однако некоторые учёные считают многоклеточность более развитой формой колониальности.

## Происхождение
Наиболее древними многоклеточными, известными в настоящее время, являются представители Франсвильской биоты — червеобразные организмы длиной до 12 см, обнаруженные в 2010 году в отложениях формации Francevillian B в Габоне. Их возраст оценивается в 2,1 млрд лет.
Возраст около 1,9 млрд лет имеют организмы Grypania spiralis, предположительно эукариотические водоросли длиной до 10 мм, обнаруженные в отложениях железистой формации Негауни в шахте Эмпайр недалеко от города Маркетт, штат Мичиган.
В целом же многоклеточность возникала в разных эволюционных линиях органического мира несколько десятков раз. По не вполне понятным причинам многоклеточность более характерна для эукариот, хотя среди прокариот тоже встречаются зачатки многоклеточности. Так, у некоторых нитчатых цианобактерий в нитях встречаются три типа чётко дифференцированных клеток, а при движении нити демонстрируют высокий уровень целостности. Многоклеточные плодовые тела характерны для миксобактерий.
По современным данным основные предпосылки для появление многоклеточности, а именно:
- белки-заполнители межклеточного пространства, разновидности коллагена и протеогликана;
- «молекулярный клей» или «молекулярные заклёпки» для соединения клеток;
- сигнальные вещества для обеспечения взаимодействия между клетками и т.д

возникли задолго до появления многоклеточности, но выполняли у одноклеточных другие функции. «Молекулярные заклёпки» предположительно применялись одноклеточными хищниками для захвата и удержания жертвы, а сигнальные вещества — для привлечения потенциальных жертв и отпугивания хищников.
Причиной появления многоклеточных организмов считают эволюционную целесообразность укрупнения размеров особей, которая позволяет более успешно противостоять хищникам, а также поглощать и переваривать более крупную жертву. Однако условия для массового появления многоклеточных появились только в Эдиакарском периоде, когда уровень кислорода в атмосфере достиг величины, позволяющей покрывать увеличивающиеся энергетические расходы на поддержание многоклеточности.

## Онтогенез
Развитие многих многоклеточных организмов начинается с одной клетки (например, зиготы у животных или споры в случае гаметофитов высших растений). В этом случае большинство клеток многоклеточного организма имеют одинаковый геном. При вегетативном размножении, когда организм развивается из многоклеточного фрагмента материнского организма, как правило, также происходит естественное клонирование.
У некоторых примитивных многоклеточных (например, клеточных слизевиков и миксобактерий) возникновение многоклеточных стадий жизненного цикла происходит принципиально иначе — клетки, часто имеющие сильно различающиеся генотипы, объединяются в единый организм.

## Эволюция
Шестьсот миллионов лет назад, в позднем докембрии (венде), начался расцвет многоклеточных организмов. Удивляет разнообразие вендской фауны: разные типы и классы животных появляются как бы вдруг, но число родов и видов небольшое. В венде возник биосферный механизм взаимосвязи одноклеточных и многоклеточных организмов — первые стали продуктом питания для вторых. Обильный в холодных водах планктон, использующий световую энергию, стал пищей для плавающих и донных микроорганизмов, а также для многоклеточных животных. Постепенное потепление и рост содержания кислорода привели к тому, что эукариоты, включая многоклеточных животных, стали заселять и карбонатный пояс планеты, вытесняя цианобактерии. Начало палеозойской эры принесло две загадки: исчезновение вендской фауны и «кембрийский взрыв» — появление скелетных форм.
Эволюция жизни в фанерозое (последние 545 млн лет земной истории) — процесс усложнения организации многоклеточных форм в растительном и животном мире.

## Грань между одноклеточными и многоклеточными
Не существует чёткой грани между одноклеточными и многоклеточными организмами. Многие одноклеточные обладают средствами для создания многоклеточных колоний, в то же время отдельные клетки некоторых многоклеточных организмов обладают способностью к самостоятельному существованию.

### Губки
Губки — наиболее простые из многоклеточных существ. Значительную часть тела губки составляют опорные структуры на основе силикатов или карбоната кальция, переплетённые волокнами коллагена.
В начале XX века Генри ван Питерс Уилсон поставил классический эксперимент, во время которого он протирал тело губки через мелкое сито, разделяя его на отдельные клетки. Помещённые в стеклянную чашку и предоставленные самим себе эти амёбовидные клетки начинали группироваться в бесформенные комки красноватого цвета, которые затем обретали структуру и превращались в организм губки. Восстановление организма губки происходило и в том случае, если в чашку помещалась только часть из первоначального количества клеток.

### Хоанофлагелляты
Хоанофлагелляты — одноклеточные организмы, напоминающие по форме бокалы со жгутиками в середине. По своей анатомии они настолько сходны с клетками внутренней поверхности губок, что некоторое время их считали выродившимися губками, утратившими остальные типы клеток. Ошибочность этого взгляда установлена только после расшифровки геномов обоих организмов. У хоанофлагеллят имеются элементы молекулярных каскадов, обеспечивающие у многоклеточных взаимодействие между клетками, а также несколько типов молекулярных заклёпок и белки, подобные коллагену и протеогликану.
Подробное изучение хоанофлагеллят предприняла Николь Кинг из Калифорнийского университета в Беркли.

### Бактерии
У многих бактерий, например, стрептококков, обнаружены белки, сходные с коллагеном и протеогликаном, однако не образующие канаты и пласты, как у животных. В стенках бактерий обнаружены сахара, входящие в состав протеогликанового комплекса, образующего хрящи.

## Эволюционные эксперименты

### Дрожжи
В экспериментах по эволюции многоклеточности, проведённых в 2012 году исследователями Университета Миннесоты под руководством Уильяма Рэтклиффа и Майкла Трависано, в качестве модельного объекта служили пекарские дрожжи. Эти одноклеточные грибы размножаются почкованием; по достижении материнской клеткой определённых размеров, от неё отделяется более мелкая дочерняя клетка и становится самостоятельным организмом. Дочерние клетки могут также слипаться друг с другом, образуя кластеры. Исследователи проводили искусственный отбор клеток, входящих в наиболее крупные кластеры. Критерием отбора была скорость оседания кластеров на дно резервуара. Прошедшие фильтр отбора кластеры вновь культивировались, и среди них снова отбирались наиболее крупные.
Со временем дрожжевые кластеры начинали вести себя как единые организмы: после ювенильной стадии, когда происходил рост клеток, следовала стадия размножения, в процессе которой кластер делился на большую и малую части. При этом клетки, находившиеся на границе, погибали, позволяя разойтись родительскому и дочернему кластерам.
Эксперимент занял 60 дней. В итоге получились индивидуальные скопления дрожжевых клеток, которые жили и умирали как единый организм.
Сами исследователи не считают эксперимент чистым, так как дрожжи в прошлом имели многоклеточных предков, от которых могли унаследовать некоторые механизмы многоклеточности.

### ВодорослиChlamydomonas reinhardtii
В 2013 году группа исследователей Университета Миннесоты под руководством Уильяма Рэтклиффа, ранее известная эволюционными экспериментами с дрожжами, провела аналогичные опыты с одноклеточными водорослями Chlamydomonas reinhardtii. 10 культур этих организмов культивировали в течение 50 поколений, время от времени центрифугируя их и отбирая наиболее крупные кластеры. Через 50 поколений в одной из культур развились многоклеточные скопления с синхронизацией жизненных циклов отдельных клеток. Оставаясь вместе в течение нескольких часов, кластеры затем расходились на отдельные клетки, которые, оставаясь внутри общей слизистой оболочки, начинали делиться и образовывать новые кластеры.
В отличие от дрожжей, хламидомонады никогда не имели многоклеточных предков и не могли унаследовать от них механизмы многоклеточности, тем не менее, в результате искусственного отбора в течение нескольких десятков поколений, примитивная многоклеточность появляется и у них. Однако в отличие от дрожжевых кластеров, которые в процессе почкования оставались единым организмом, кластеры хламидомонад при размножении разделяются на отдельные клетки. Это свидетельствует о том, что механизмы многоклеточности могли возникать независимо в различных группах одноклеточных и варьировать от случая к случаю.

## Искусственные многоклеточные организмы
В настоящее время нет информации о создании по-настоящему многоклеточных искусственных организмов, однако проводятся эксперименты по созданию искусственных колоний одноклеточных.
В 2009 году Равилем Фахруллиным из Казанского (Приволжского) государственного университета (Татарстан, Россия) и Весселином Пауновым из Университета Халла (Йоркшир, Великобритания) были получены новые биологические структуры, получившие название «целлосомы» (англ. cellosome) и представлявшие собой искусственно созданные колонии одноклеточных. Слой дрожжевых клеток наносили на кристаллы арагонита и кальцита, используя в качестве связующего полимерные электролиты, затем кристаллы растворяли кислотой и получали полые замкнутые целлосомы, сохранявшие форму использованного шаблона. В полученных целлосомах дрожжевые клетки сохраняли активность и форму шаблона .